# Port Clinton (Ohio)
Port Clinton település az Amerikai Egyesült Államok Ohio államában, Ottawa megyében, melynek megyeszékhelye is. Lakosainak száma 6025 fő (2020. április 1.).

## Népesség
A település népességének változása:

| 2010 | 6 056 |
| 2020 | 6 025 |